# Gare de Jõgeva
La gare de Jõgeva est une gare ferroviaire  située à Jõgeva en Estonie.